# Bilecik Üniversitesi
Die Bilecik Universität (türkisch Bilecik Şeyh Edebali Üniversitesi) ist eine Universität in der türkischen Stadt Bilecik. Sie entstand im Jahr 2007 als eine von 17 neuen, durch Beschluss des Parlaments gegründeten Universitäten.